# Mare Island Naval Shipyard

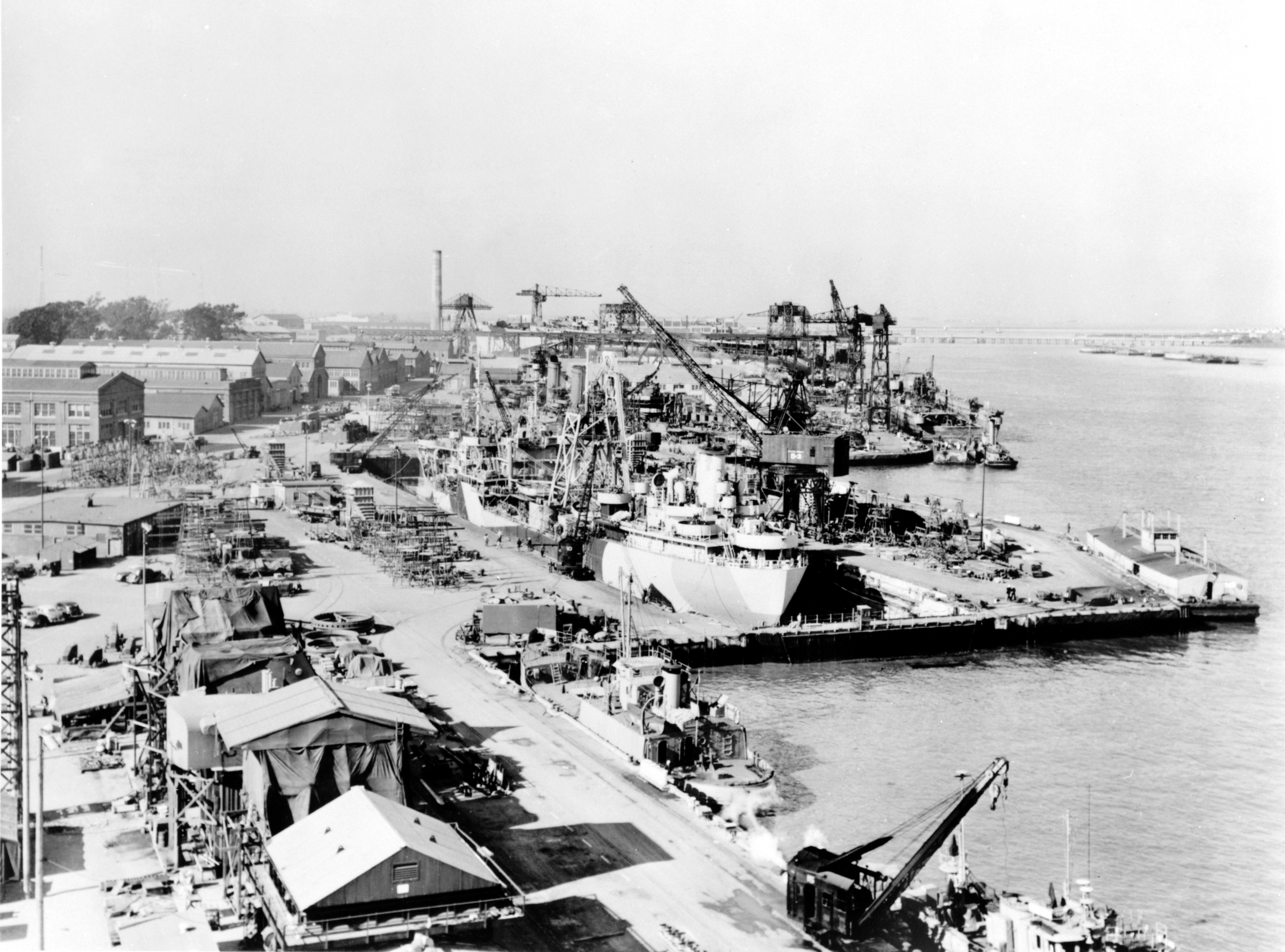
Будівництво кораблів та суден на верфях компанії «Маре Айленд Невел Шипярд». 23 січня 1945

«Маре Айленд Невел Шипярд» або «Військово-морська верф Маре Айленд» (MINSY) (англ. Mare Island Naval Shipyard) — американська суднобудівна компанія, що розташовувалася за 25 миль (40 км) на північний схід від Сан-Франциско у Вальєхо, Каліфорнія на західному узбережжі США. Верф була першою базою ВМС США, яка була заснована на тихоокеанському узбережжі. Річка Напа протікає через протоку Маре-Айленд і відокремлює півострівну верф від основної частини міста Вальєхо. Півострів, на якому розташоване підприємство площиною понад 2500 га, становить приблизно 5,5 км завдовжки і 1,5 км завширшки. До комплексу бази входить: корабельня, склади боєприпасів, лікарня (її корпус зараз переобладнаний для навчальних цілей) та морські казарми. MINSY зробила собі ім'я як провідна корабельня будівництва підводних човнів на Західному узбережжі США, а також як координатор та законодавець критеріїв суднобудівництва у районі затоки Сан-Франциско під час Другої світової війни.
База була закрита в 1996 році і пройшла кілька етапів реконструкції. В 1960 році вона зареєстрована як історична пам'ятка Каліфорнії, а деякі її частини були оголошені районом національних історичних пам'яток у 1975 році.

## Історія підприємства
Під час Першої світової війни військово-морська база на острові Маре перетворилася на найбільший центр кораблебудування та ремонтну базу. На підприємство у цей час працювало до 41 000 осіб. За час війни на верфі було побудовано 512 кораблів та відремонтовано понад сотню. Серед них був єдиний побудований на західному узбережжі США лінкор «Каліфорнія» і перший корабель, переобладнаний в авіаносець — CV-1 «Ленглі».
До початку Другої світової війни близько 6000 осіб на корабельні були зайняті будівництвом та ремонтом суден. За часи Другої світової війни верф «Маре Айленд» спеціалізувалася на будівництві підводних човнів. Усі човни, крім одиниць, збудованих приватними підприємствами, були збудовані саме тут. Верф встановила рекорд у будівництві кораблів, коли есмінець «Ворд» був спущений на воду лише через 17 днів після закладки. За час війни на верфі було відремонтовано 1227 та побудований 391 новий корабель, у тому числі 17 підводних човнів, 4 тендери, 31 есмінець супроводу, 33 малих судна та більш ніж 300 десантних катерів.
З появою в середині 50-х років атомних підводних човнів верф стала однією з небагатьох, здатних будувати та ремонтувати АПЧ. Серед них були й кілька ПЧАРБ, озброєних балістичними ракетами UGM-27 «Поларіс».
1993 року Конгрес США ухвалив рішення про закриття бази. На верфі на той час працювало 5800 осіб. У грудні 1995 року кількість робітників знизилася до 1500, а 1996 року всі роботи на верфі були припинені.

## Відомі кораблі та судна, побудовані «Маре Айленд Невел Шипярд»
| - «Ленглі», перший авіаносець США. Єдиний представник свого класу - «Каліфорнія», лінійний корабель типу «Теннессі» - «Шоу», ескадрений міноносець типу «Семпсон» - «Колдвелл», ескадрений міноносець типу «Колдвелл» - «Фейрфакс», ескадрений міноносець типу «Вікс» - «Тейлор», ескадрений міноносець типу «Вікс» - «Боггс», ескадрений міноносець типу «Вікс» - «Кілті», ескадрений міноносець типу «Вікс» - «Кеннісон», ескадрений міноносець типу «Вікс» - «Ворд», ескадрений міноносець типу «Вікс» - «Клакстон», ескадрений міноносець типу «Вікс» - «Гамільтон», ескадрений міноносець типу «Вікс» - «Монтана», лінійний корабель типу «Саут Дакота» (недобудований) - «Літчфілд», ескадрений міноносець типу «Клемсон» - «Зейн», ескадрений міноносець типу «Клемсон» - «Вейсмут», ескадрений міноносець типу «Клемсон» - «Тревер», ескадрений міноносець типу «Клемсон» - «Перрі», ескадрений міноносець типу «Клемсон» - «Декатур», ескадрений міноносець типу «Клемсон» - «Наутілус», підводний човен типу «V» - «Чикаго», важкий крейсер типу «Нортгемптон» - «Сан-Франциско», важкий крейсер типу «Нью-Орлеан» - «Сміт», ескадрений міноносець типу «Мехен» - «Престон», ескадрений міноносець типу «Мехен» - «Генлі», ескадрений міноносець типу «Беглі» | - «Бреннан», ескортний міноносець типу «Евартс» - «Менлов», ескортний міноносець типу «Евартс» - «Лейк», ескортний міноносець типу «Евартс» - «Фіннеган», ескортний міноносець типу «Евартс» - «Помпано», підводний човен типу «Порпос» - «Старджен», підводний човен типу «Салмон» - «Сордфіш», підводний човен типу «Сарго» - «Фултон», плавуча база підводних човнів - «Тюна», підводний човен типу «Тамбор» - «Гаджеон», підводний човен типу «Тамбор» - «Сперрі», плавуча база підводних човнів - «Бушнелл», плавуча база підводних човнів - «Сілверсайдс», підводний човен типу «Гато» - «Тріггер», підводний човен типу «Гато» - «Ваху», підводний човен типу «Гато» - «Вейл», підводний човен типу «Гато» - «Санфіш», підводний човен типу «Гато» - «Танні», підводний човен типу «Гато» - «Тіноса», підводний човен типу «Гато» - «Туллібі», підводний човен типу «Гато» - «Сіхорс», підводний човен типу «Балао» - «Скейт», підводний човен типу «Балао» - «Танг», підводний човен типу «Балао» - «Тайлфіш», підводний човен типу «Балао» - «Спейдфіш», підводний човен типу «Балао» | - «Трепанг», підводний човен типу «Балао» - «Спот», підводний човен типу «Балао» - «Спрінгер», підводний човен типу «Балао» - «Стіклбек», підводний човен типу «Балао» - «Тіру», підводний човен типу «Балао» - «Басс», підводний човен типу «Баракуда» - «Боніта», підводний човен типу «Баракуда» - «Грейбек», підводний човен типу «Грейбек» - «Сарго», атомний підводний човен типу «Скейт» - «Гелібат», атомний підводний човен з крилатими ракетами - «Теодор Рузвельт», атомний підводний човен типу «Джордж Вашингтон» - «Скемп», атомний підводний човен типу «Скіпджек» - «Перміт», атомний підводний човен типу «Перміт» - «Плунжер», атомний підводний човен типу «Перміт» - «Ендрю Джексон», атомний підводний човен типу «Лафаєт» - «Вудро Вілсон», атомний підводний човен типу «Лафаєт» - «Деніель Бун», атомний підводний човен типу «Джеймс Медісон» - «Стоунвол Джексон», атомний підводний човен типу «Джеймс Медісон» - «Камегамега», атомний підводний човен типу «Бенджамін Франклін» - «Маріано Валлехо», атомний підводний човен типу «Бенджамін Франклін» - «Гарнард», атомний підводний човен типу «Стерджен» - «Гуїтарро», атомний підводний човен типу «Стерджен» - «Гоукбілл», атомний підводний човен типу «Стерджен» - «Пінтадо», атомний підводний човен типу «Стерджен» - «Драм», атомний підводний човен типу «Стерджен» |